# Artur Davis

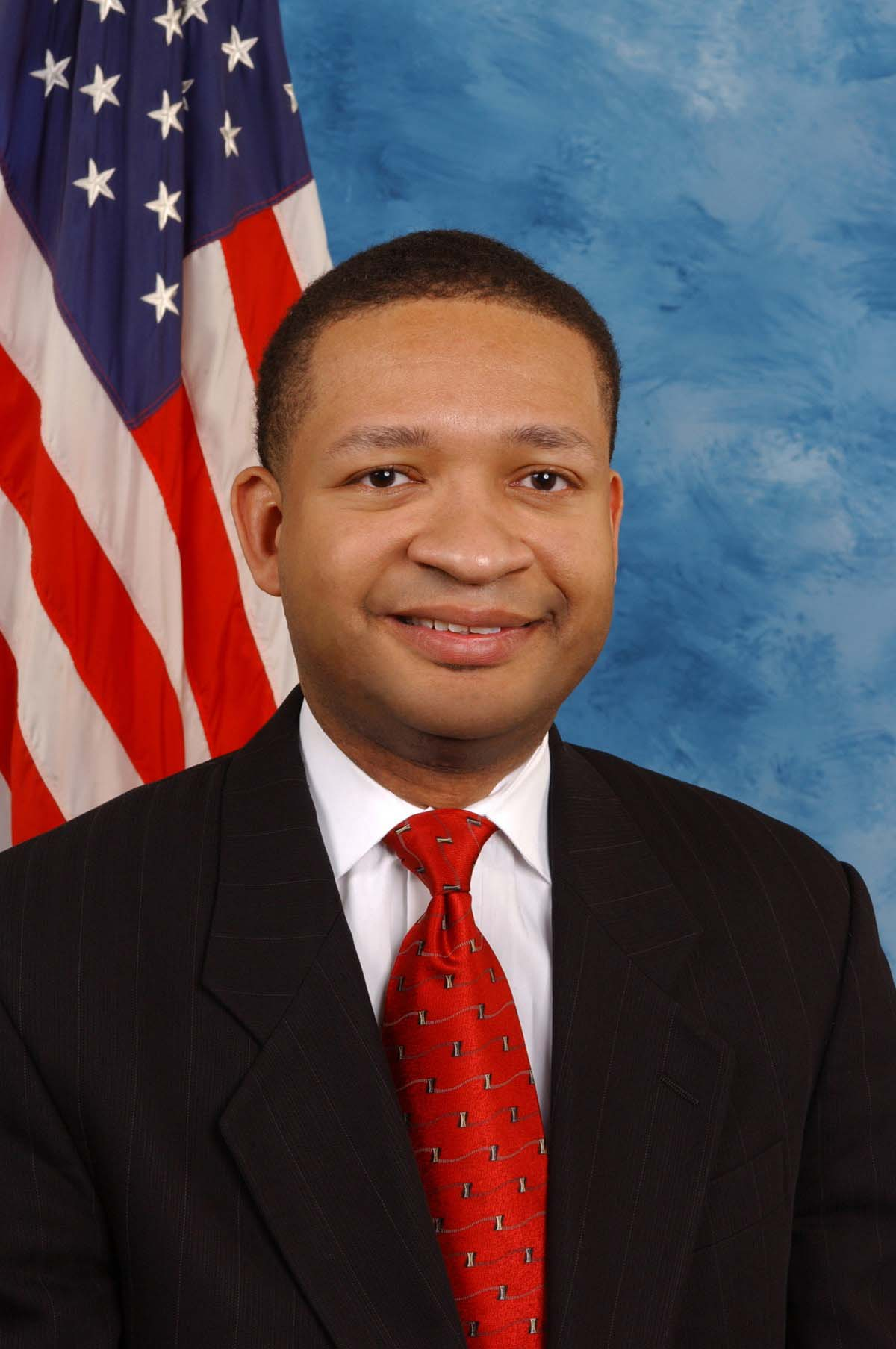
Artur Davis

Artur Genestre Davis, född 9 oktober 1967 i Montgomery, Alabama, är en amerikansk demokratisk politiker. Han representerade delstaten Alabamas sjunde distrikt i USA:s representanthus 2003–2011.
Davis gick i skola i Jefferson Davis High School i Montgomery. Han studerade därefter vid Harvard där han 1990 avlade grundexamen och 1993 juristexamen.
Davis utmanade sittande kongressledamoten Earl F. Hilliard i demokraternas primärval inför kongressvalet 2000. Hilliard vann klart. Davis utmanade Hilliard på nytt två år senare och vann primärvalet med 54% av rösterna. Han vann sedan själva kongressvalet med 92% av rösterna i och med att republikanerna inte ställde upp någon motkandidat.
Davis är lutheran.